# لهستانی‌های آمریکا
لهستانی‌های آمریکا یکی از گروه‌های مهاجر به ایالات متحده آمریکا هستند. جمعیت لهستانی‌های آمریکا بالغ بر ۹٫۵ میلیون نفر می‌شود که برابر با ۳ درصد جغرافیای انسانی ایالات متحده آمریکا است.

## جمعیت‌شناسی
بیشتر از ۱٫۵ میلیون نفر از جمعیت شیکاگو اجداد لهستانی دارند. اکثر آنها در اواسط قرن نوزدهم به شیکاگو مهاجرت کردند.